# Stéphane Dalmat
Stéphane Dalmat (Joué-lès-Tours, 16 de febrer de 1979) és un exfutbolista professional francès, que ocupava la posició de migcampista.

## Trajectòria
Inicia la seua carrera professional al Châteauroux, d'on passa al RC Lens el 1998 per 3.800.000 euros. L'any següent recala a l'Olympique de Marsella i el 2000, al Paris Saint-Germain FC.
Al mercat d'hivern de la temporada 00/01 marxa a l'Inter de Milà, on en dues temporades i mitja no va poder assolir la titularitat. La temporada 03/04 va ser cedit al Tottenham Hotspur FC, on va estar afectat per les lesions. L'estiu del 2004 torna a estar cedit, ara al Toulouse FC. Al mes d'octubre, en un amistós contra el Nantes, pateix una nova lesió, una fractura òssia.
El juliol del 2005 fitxa pel Racing de Santander, junt al seu germà Wilfried. Tan sols hi juga 13 partits a la primera divisió espanyola. La temporada 06/07, hi retorna al seu país per jugar amb el Bordeus. A l'any següent, s'incorpora al FC Sochaux.

## Títols
- Copa de la Lliga: 1999